# Know Your Rights
Know Your Rights è una canzone del gruppo punk rock Clash, primo singolo estratto dal loro penultimo album Combat Rock. Il brano riscosse un notevole successo, anche se non al livello dei successivi singoli Rock the Casbah e Should I Stay or Should I Go.

## Il brano

### Contenuti
La canzone esordisce con la frase «This is a public service announcement...with guitar!» [trad. «Questo è un servizio di pubblica informazione... (eseguito) con la chitarra!»]. Dunque prosegue elencando ironicamente "i tre diritti" attualmente che sarebbero concessi ai poveri e ai diseredati. Lo speaker dell'annuncio (che si evince essere come un funzionario malvagio e che è "interpretato" da Joe Strummer), sul finire della canzone specifica che non sono ammessi altri diritti oltre quelli elencati.
I diritti sono i seguenti: 
- Il diritto di non essere uccisi. (L'omicidio è un reato - a meno che non sia commesso da un poliziotto o da un aristocratico).
- Il diritto di procurarsi i soldi per sfamarsi. (A patto che non ti dispiaccia l'essere investigato, umiliato e se incroci le dita, riabilitato).
- Il diritto alla libertà di parola (Fintantoché tu non sia così stupido da usarlo davvero).

## Tracce
1. Know Your Rights (Joe Strummer, Mick Jones) – 3:51
2. First Night Back in London (The Clash) – 3:00

## Classifiche
| Anno | Classifica             | Posizione |
| ---- | ---------------------- | --------- |
| 1982 | Official Singles Chart | 43        |

## Formazione
- Joe Strummer – voce, chitarra ritmica
- Mick Jones – chitarra solista, chitarra ritmica
- Paul Simonon – basso
- Topper Headon – batteria

Altri musicisti
- Poly Mandell – tastiere

## Cover
Know Your Rights è stata eseguita dal vivo diverse volte dai Pearl Jam, in particolare, durante il loro Riot Act Tour del 2003. Il brano fu inoltre pubblicato nei loro album live 7/11/03 - Mansfield, Massachusetts, 7/9/03 - New York, New York e 3/3/03 - Tokyo, Giappone. La canzone fu inclusa nella compilation Songs and Artists that Inspired Fahrenheit 9/11, colonna sonora del film documentario Fahrenheit 9/11, girato dal regista Michael Moore. La track list è stata scelta personalmente da Moore, basandosi sulle canzoni e sugli artisti che ascoltava durante la creazione del documentario.